# Elizabeth Smith Miller

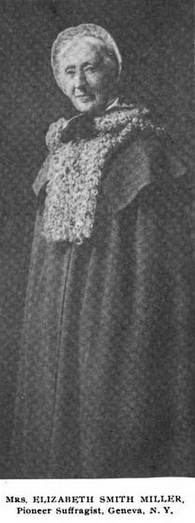
Elizabeth Smith Miller, en una publicación de 1908

Elizabeth Smith Miller (Peterboro, Nueva York, 20 de septiembre de 1822-23 de mayo de 1911), conocida como "Libby", fue una defensora y mecenas del movimiento por los derechos de las mujeres.

## Trayectoria
Elizabeth Smith nació el 20 de septiembre de 1822 en Peterboro, Nueva York. Era hija de  la abolicionista Ann Carroll Fitzhugh y del filántropo antiesclavista Gerrit Smith. Estudió en el Seminario Doméstico de Señoritas en Clinton, Nueva York (1835-1836) y en una escuela cuáquera en Filadelfia (1839-1840). Aunque no estaba muy interesada en la política, conoció a muchos abolicionistas, pertenecientes al Movimiento por la templanza y otros radicales, incluido John Brown, quien visitaba a su padre.
Tras la muerte de su padre en 1874, Smith Miller, junto con el autor Octavius Brooks Frothingham, trabajó en una biografía de su vida pero cuando Frothingham quiso afirmar alegar que su padre tenía conocimiento previo de la incursión de John Brown en Harper's Ferry, Elizabeth ordenó al editor que retirara los tomos, rompiera sus encuadernaciones y eliminara la información. En sus últimos años, escribió un tratado de economía doméstica.
En 1843, se casó con Charles Dudley Miller; realizando la ceremonia el abolicionista Beriah Green. Dudley trabajó como gerente de un banco en la cercana Cazenovia, donde la pareja vivió durante los primeros dos años y medio de su matrimonio. Después vivieron en la mansión de Gerrit Smith de 1846 a 1850. La pareja trabajó durante un tiempo en la oficina de tierras de Gerrit Smith en Peterboro. Después de un período en Washington D. C., vivieron durante 18 años en la finca de su padre en Peterboro, Nueva York. Más tarde fue el hogar de su hijo, Gerrit Smith Miller. Posteriormente, la familia se mudó a Ginebra, Nueva York, donde él murió en 1896 y ella el 23 de mayo de 1911, a la edad de 88 años 

### Convención Nacional sobre los Derechos de la Mujer
En la tercera Convención Nacional sobre los Derechos de la Mujer celebrada en Siracusa (1852), Isabel fue la autora de una moción para crear organizaciones estatales de derechos de la mujer al fracasar la moción para crear una organización nacional. Estuvo con Elizabeth Cady Stanton y Susan B. Anthony en la fundación de la Asociación Nacional pro Sufragio de la Mujer.

### Reforma del vestido
Elizabeth Smith Miller fue una defensora de la reforma de la vestimenta victoriana, recibió una gran publicidad y mucha críticas por usar pantalones turcos y falda hasta la rodilla que más tarde popularizó Amelia Bloomer en The Lily, y conocidos como “bloomers”. La vestimenta y la ropa interior eran similares a los trajes que usaban las mujeres de la comunidad utópica Oneida y la nación Oneida de nativos americanos.
La reforma de la vestimenta se consideraba esencial para liberar a las mujeres de las limitaciones impuestas a sus actividades por las convenciones que reforzaban una sociedad dominada por los hombres. Las líderes del movimiento por los derechos de las mujeres usaban bombachas como un acto de rebelión, hasta que la cantidad de atención que recibió la protesta en la prensa popular se convirtió en una distracción del movimiento.

## Obra
- In the Kitchen, Boston: Lee y Shepard, 1875. 592 págs. Texto completo disponible en la Biblioteca del Congreso Archive.org Google Books Contiene 1.300 recetas en 27 categorías.[6]